# 梅茲德拉

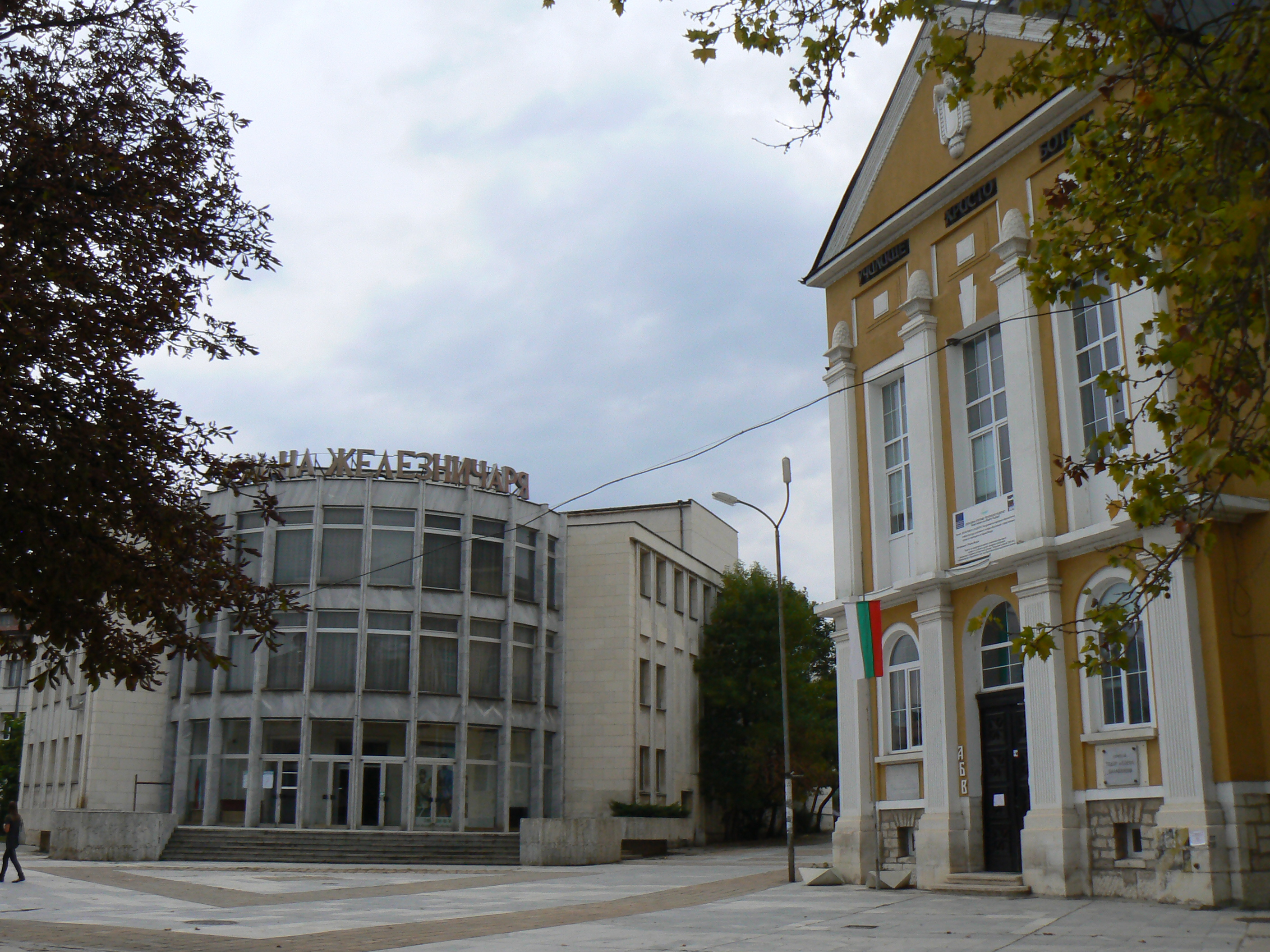

梅茲德拉是保加利亞的城鎮，位於該國西北部伊斯克爾河左岸，距離首府弗拉察14公里，由弗拉察州負責管轄，海拔高度214米，2009年人口10,896。

## 外部連結
- Mezdra municipality website （页面存档备份，存于）